# Brian Eno

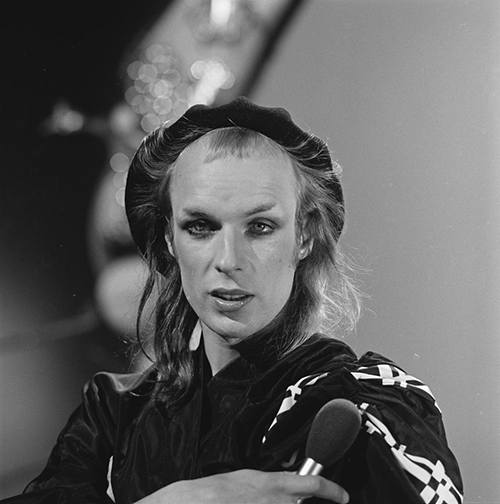
Brian Eno, år 1974.

Brian Peter George St John le Baptiste de la Salle Eno, mer känd som Brian Eno, född 15 maj 1948 i Woodbridge, Suffolk, är en brittisk musiker och producent som började sin karriär som keyboardist i det brittiska bandet Roxy Music där han ingick åren 1971–1973. 
Brian Eno är en av förgrundsgestalterna inom den elektroniska musikgenren och har, förutom att ha gjort en mängd egna skivor, samarbetat med artister som Robert Fripp, David Bowie, Harold Budd, Talking Heads, U2, Genesis, Ultravox, Devo, Peter Gabriel, Depeche Mode,  James, Paul Simon, Laurie Anderson, Coldplay och Massive Attack. Han är den som engelska uppslagsverk anser ha myntat begreppet och skapat musikstilen Ambient.
Han har även gjort videoinstallationer. Brian Enos första offentliga permanenta konstverk i Sverige heter 77 Million Paintings for Kästa School och finns på Kästa förskola och skola i Flemingsberg, Huddinge kommun.

## Diskografi

### Soloalbum
- 1973 – Here Come the Warm Jets
- 1974 – Taking Tiger Mountain (By Strategy)
- 1975 – Another Green World
- 1975 – Discreet Music
- 1977 – Before and After Science
- 1978 – Ambient 1: Music for Airports
- 1978 – Music for Films
- 1981 – Ambient 3: Day of Radiance
- 1982 – Ambient 4: On Land
- 1983 – Apollo: Atmospheres and Soundtracks
- 1983 – Music for Films Volume 2
- 1985 – Thursday Afternoon
- 1992 – Nerve Net
- 1992 – The Shutov Assembly
- 1993 – Neroli
- 1994 – Headcandy
- 1997 – Extracts from Music for White Cube
- 1997 – The Drop
- 1998 – Lightness: Music for the Marble Palace
- 1998 – I Dormienti
- 1998 – Kite Stories
- 2000 – Music for Civic Recovery Centre
- 2001 – Compact Forest Proposal
- 2003 – January 07003: Bell Studies for the Clock of the Long Now
- 2005 – Another Day on Earth
- 2010 – Small Craft on a Milk Sea
- 2012 – Lux
- 2016 – The Ship
- 2017 – Reflection
- 2022 – ForeverAndEverNoMore

### Samarbetsalbum
- 1973 – No Pussyfooting (med Robert Fripp)
- 1974 – Lady June's Linguistic Leprosy (med Kevin Ayers och Lady June)
- 1975 – Evening Star (med Robert Fripp)
- 1977 – Cluster & Eno (med Cluster)
- 1977 – After the Heat (med Dieter Moebius och Hans-Joachim Roedelius)
- 1979 – In a Land of Clear Colours (med Peter Sinfield)
- 1980 – Ambient 2: The Plateaux of Mirror (med Harold Budd)
- 1980 – Fourth World, Vol. 1: Possible Musics (med Jon Hassell)
- 1981 – My Life in the Bush of Ghosts (med David Byrne)
- 1984 – The Pearl (med Harold Budd)
- 1990 – Wrong Way Up (med John Cale)
- 1995 – Spinner (med Jah Wobble)
- 1995 – Original Soundtracks 1 (med U2 under namnet Passengers)
- 2000 – Music for Onmyo-Ji (med J. Peter Schwalm)
- 2001 – Drawn from Life (med J. Peter Schwalm)
- 2004 – The Equatorial Stars (med Robert Fripp)
- 2007 – Beyond Even (1992 - 2006) (med Robert Fripp)
- 2008 – Everything That Happens Will Happen Today (med David Byrne)
- 2011 – Drums Between the Bells (med Rick Holland)
- 2023 – Secret Life (med Fred Again)